# Europäischer Datenschutzbeauftragter
Der Europäische Datenschutzbeauftragte (EDSB) ist eine unabhängige Kontrollbehörde der Europäischen Union, die hauptsächlich dafür sorgt, dass das Recht auf Privatsphäre und Datenschutz geachtet wird, wenn die Organe und Einrichtungen der EU personenbezogene Daten verarbeiten oder neue politische Strategien erarbeiten. Am 6. Dezember 2019 trat Wojciech Wiewiórowski sein Amt als Europäischer Datenschutzbeauftragter an. Er wurde im Wege eines gemeinsamen Beschlusses des Europäischen Parlaments und des Rates für eine fünfjährige Amtszeit ernannt.
Die Verordnung (EU) 2018/1725 enthält die Aufgaben und Befugnisse des Europäischen Datenschutzbeauftragten (Kapitel VI) sowie dessen institutionelle Unabhängigkeit. Darin sind auch die Datenschutzbestimmungen für die EU-Organe festgelegt.

## Aufgaben und Befugnisse
Die Aufgaben und Befugnisse des EDSB und seines Stellvertreters sowie die Unabhängigkeit der Kontrollbehörde sind nicht in der Datenschutz-Grundverordnung (DS-GVO), sondern in einer separaten Datenschutzverordnung (EU 2018/1725) festgelegt.
In der Praxis lassen sich die Aktivitäten des EDSB in drei Aufgabenbereiche untergliedern: Aufsicht, Beratung und Kooperation.

### Aufsicht
In seiner Aufsichtsfunktion hat der Europäische Datenschutzbeauftragte die Verarbeitung personenbezogener Daten durch die europäischen Einrichtungen und Organe zu beaufsichtigen. Diese Aufgabe nimmt er in Zusammenarbeit mit den behördlichen Datenschutzbeauftragten wahr, die in allen europäischen Einrichtungen und Organen eingesetzt werden. Die Datenschutzbeauftragten haben dem EDSB jede Verarbeitung sensibler personenbezogener Daten zu melden, oder die spezifische Risiken beinhalten könnte. Der EDSB prüft dann diese Verarbeitung im Hinblick auf die Bestimmungen der Datenschutzverordnung und gibt eine „Stellungnahme zur Vorabkontrolle“ ab. In den meisten Fällen wird dann eine Reihe von Empfehlungen formuliert, die die Einrichtung oder das Organ befolgen muss, um die Einhaltung der Datenschutzbestimmungen sicherzustellen.
2009 nahm der EDSB beispielsweise über 100 Stellungnahmen zur Vorabkontrolle an, in denen es hauptsächlich um Fragen wie z. B. Gesundheitsdaten, Personalbeurteilung, Einstellung von Personal, Zeitmanagement, Telefonüberwachung, Leistungserfassungsinstrumente und Sicherheitsüberprüfungen ging. Diese Stellungnahmen werden auf der Website des EDSB veröffentlicht und ihre Umsetzung wird systematisch kontrolliert.
Die Anwendung der Datenschutzverordnung in der EU-Verwaltung wird ebenfalls streng überwacht, indem regelmäßig eine Bestandsaufnahme der Leistungsindikatoren in allen Einrichtungen und Organen der EU durchgeführt wird. Neben dieser allgemeinen Überwachung führt der EDSB auch Kontrollen vor Ort durch, um die Einhaltung der Bestimmungen in der Praxis zu prüfen.
Zur Aufsichtsfunktion des EDSB gehört die Prüfung von Beschwerden von Bediensteten der EU oder anderen Personen, die der Meinung sind, dass ihre personenbezogenen Daten von einem europäischen Organ oder einer europäischen Einrichtung nicht ordnungsgemäß verarbeitet wurden. Beispiele für Beschwerdegründe sind eine Verletzung der Geheimhaltungspflicht, der Zugang zu Daten, das Recht auf Berichtigung oder Löschung von Daten, unverhältnismäßige Datenerhebung oder unrechtmäßige Nutzung der Daten durch den für die Verarbeitung Verantwortlichen.
Der EDSB hat im Bereich der Aufsicht auch andere Arbeitsformen entwickelt, z. B. Stellungnahmen zu verwaltungsrechtlichen Maßnahmen und die Ausarbeitung thematischer Leitlinien.

### Beratung
Der EDSB berät die Europäische Kommission, das Europäische Parlament und den Rat der Europäischen Union in Fragen des Datenschutzes in einer Reihe von Politikbereichen. Seine beratende Funktion erstreckt sich auf Vorschläge für neue Rechtsvorschriften sowie andere Initiativen, die den Schutz personenbezogener Daten in der EU betreffen. Ergebnis sind meist offizielle Stellungnahmen, der EDSB kann jedoch auch in Form von Kommentaren oder Strategiepapieren beratend tätig werden. Im Rahmen dieser Tätigkeit werden auch technologische Entwicklungen überwacht, die sich auf den Schutz personenbezogener Daten auswirken.
Themen, die den EDSB aktuell besonders beschäftigen, sind u. a das „TFTP-SWIFT-Abkommen“ über die Verarbeitung von Zahlungsverkehrsdaten, die Änderung der Datenschutzrichtlinie für elektronische Kommunikation, die Entwicklungen im Zusammenhang mit dem Stockholmer Programm im Bereich der Justiz- und Innenpolitik, die Überprüfung der Eurodac-Verordnung, die Passenger Name Records und die aktuelle Überarbeitung des Rechtsrahmens für den Datenschutz zur Modernisierung der Datenschutzrichtlinie (95/46/EG) als Reaktion auf neue Herausforderungen durch die Globalisierung und technologische Entwicklung. Dieses entscheidende Ziel wird auf der Agenda des EDSB für die kommenden Jahre ganz oben stehen.
Im Rahmen seiner beratenden Funktion kann der EDSB auch in Verfahren vor dem Europäischen Gerichtshof, die für seine Aufgaben relevant sind, als Streithelfer auftreten. Im Juni 2009 unterstützte er beispielsweise eine Klage in einem Verfahren, in dem es um das Verhältnis zwischen Transparenz und Datenschutz ging.

### Kooperation
Der EDSB kooperiert mit anderen Datenschutzbehörden, um die Kohärenz beim Datenschutz in Europa zu verbessern.
Die wichtigste Plattform für die Kooperation zwischen den Datenschutzbehörden in Europa ist der Europäische Datenschutzausschuss. Der EDSB beteiligt sich aktiv an der Tätigkeit der Gruppe, die eine wichtige Rolle bei der einheitlichen Anwendung der Datenschutz-Grundverordnung (DS-GVO) spielt. Der EDSB und die Arbeitsgruppe arbeiten in mehreren Bereichen erfolgreich zusammen, vor allem aber bei der Umsetzung der Datenschutz-Grundverordnung (DS-GVO) und im Hinblick auf die Herausforderungen, die durch neue Technologien entstehen. Volle Unterstützung durch den EDSB erhalten auch Initiativen mit dem Ziel, die Einhaltung europäischer Datenschutzgrundsätze bei internationalen Datenströmen zu gewährleisten.
Eine der wichtigsten Kooperationsaufgaben bezieht sich auf die Fingerabdruck-Datenbank Eurodac, bei der sich der EDSB die Zuständigkeiten für die Überwachung des Datenschutzes mit den nationalen Datenschutzbehörden teilt.
Der EDSB kooperiert auch in der ehemaligen „dritten Säule“ der EU – dem Bereich der polizeilichen und justiziellen Zusammenarbeit – mit den Datenschutzbehörden und der Gruppe „Polizei und Justiz“.
Die Kooperation umfasst unter anderem die Teilnahme an zwei großen jährlichen Datenschutzkonferenzen: einer Europäischen Konferenz, zu der Datenschutzbehörden aus den EU-Mitgliedstaaten und der Europarat zusammenkommen, und einer Internationalen Konferenz, an der Datenschutzexperten aus dem öffentlichen wie privaten Sektor teilnehmen.

## Datenschutzbeauftragte
| Amtszeit  | Datenschutzbeauftragter | Stellv. Datenschutzbeauftragter |
| --------- | ----------------------- | ------------------------------- |
| 2004–2009 | Peter Johan Hustinx     | Joaquín Bayo Delgado            |
| 2009–2014 | Peter Johan Hustinx     | Giovanni Buttarelli             |
| 2014–2019 | Giovanni Buttarelli     | Wojciech Wiewiórowski           |
| 2019–2024 | Wojciech Wiewiórowski   |                                 |

### Rechtstexte
- Verordnung (EG) Nr. 45/2001 vom 18. Dezember 2000 zum Schutz natürlicher Personen bei der Verarbeitung personenbezogener Daten durch die Organe und Einrichtungen der Gemeinschaft und zum freien Datenverkehr (ABl. L 8, 12. Januar 2001, S. 1)
- Richtlinie 95/46/EG vom 24. Oktober 1995 zum Schutz natürlicher Personen bei der Verarbeitung personenbezogener Daten und zum freien Datenverkehr (ABl. L 281, 23. November 1995, S. 31)

### Informationen zum EDSB
- EDSB-Website
- Stellungnahmen des EDSB zur Vorabkontrolle
- Stellungnahmen des EDSB zu Rechtsetzungsvorschlägen
- Jahresbericht des EDSB
- EDSB-Informationsbroschüre (PDF; 1 MB)
- Weltweite Aktivitäten des Europäischen Datenschutzbeauftragten

### Sonstige relevante Informationen
- Datenschutzseite der Europäischen Kommission
- Website des Datenschutzbeauftragten der Europäischen Kommission
- Artikel-29-Datenschutzgruppe
- Datenschutzseite des Europäischen Parlaments
- Datenschutzseite des Rates der Europäischen Union
- Verzeichnis der nationalen Datenschutzbehörden